# إبريق شاي

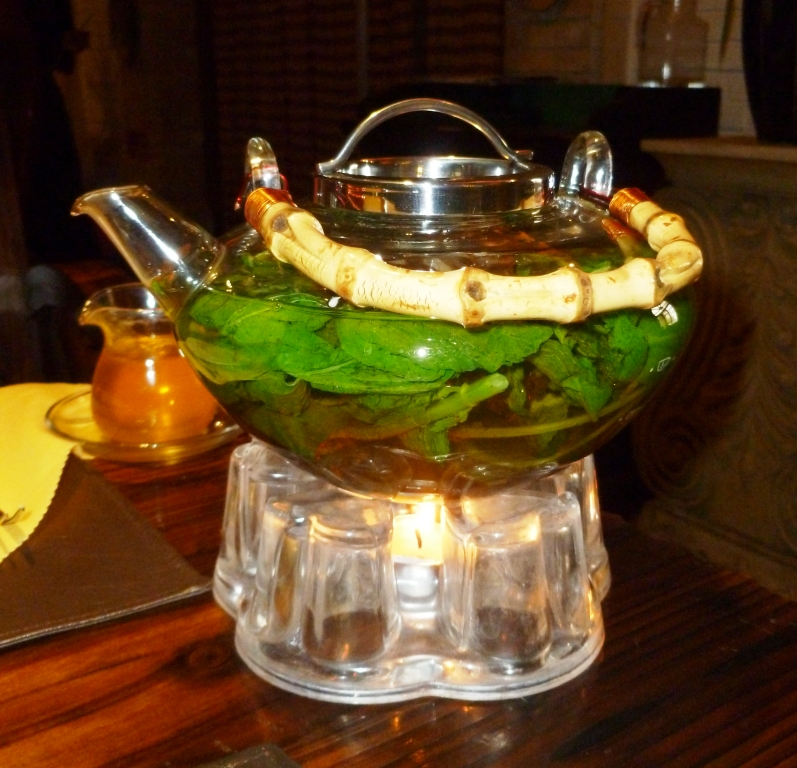
إبريق شاي زجاجي يحتوي على أوراق النعناع، يتم تسخينه بواسطة شمعة صغيرة.

إبريق الشاي (بالإنجليزية: Teapot.)‏ هو إناء تختلف أشكاله وأنواعه من ثقافة لأخرى، ويصنع عادة من معدن كالنحاس أو الخزف، ويرتبط تصميمه بأسلوب تحضير الشاي المعمول به في تلك الثقافة.

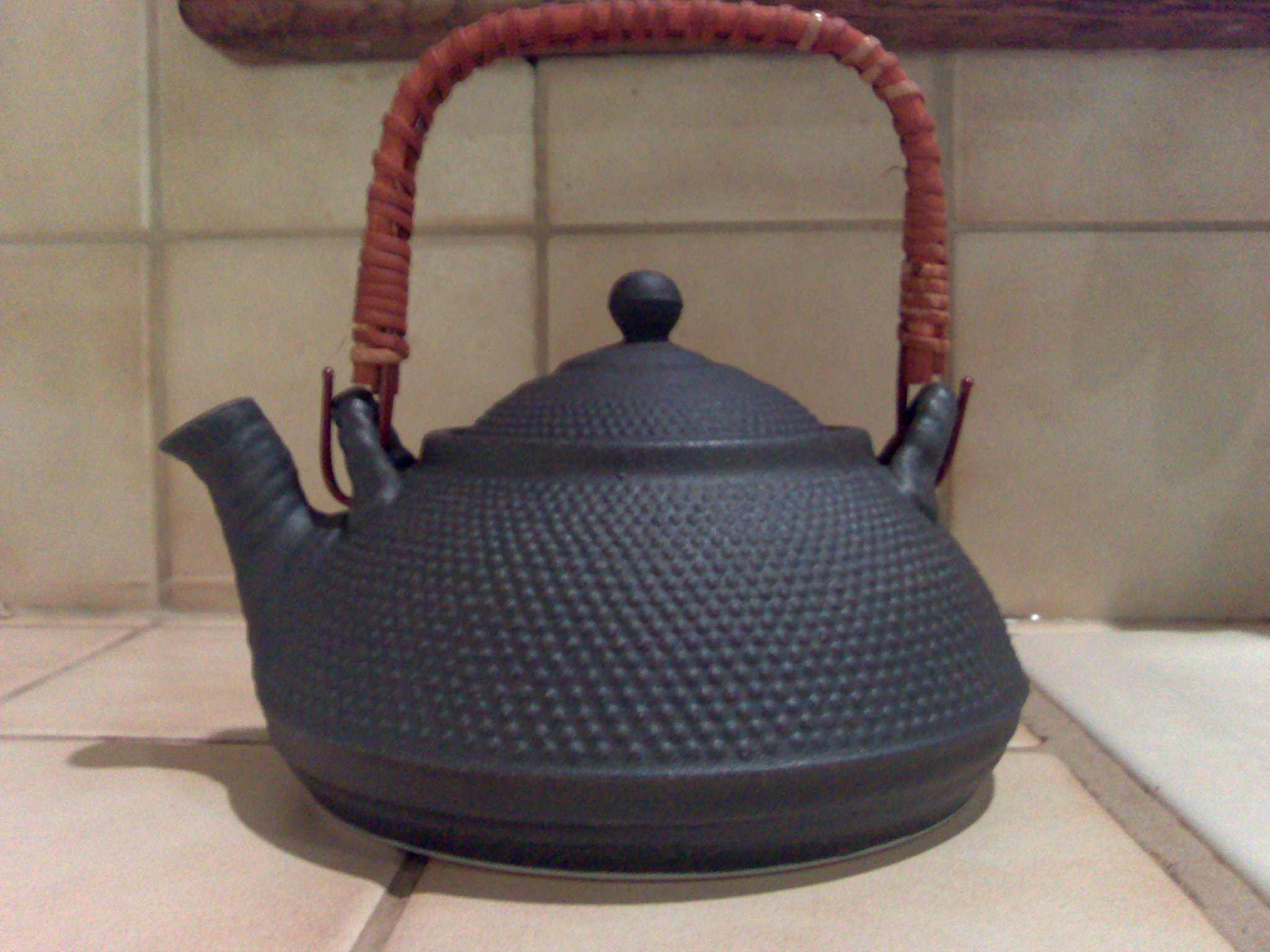
إبريق شاي من حديد الزهر (Cast-Iron Teapot).